# Arnaut Oihenart
Arnaut Oihenart (Maule-Lextarre, 1592 - Donapaleu, 1667) va ser un jurista, polític, historiador, poeta i crític literari basc en euskera

## Biografia
És considerat el primer autor laic de la literatura en aquest idioma, sense tenir en compte a l'alabès Joan Perez de Lazarraga, el manuscrit del qual va ser descobert el 2004.
Va estudiar dret a Bordeus. El 1663 va ingressar als Estats de Zuberoa en qualitat de síndic del Tercer Braç. Va contreure matrimoni amb Joana d'Ordos, la qual pertanyia a una prestigiosa família de la Baixa Navarra, on es va instal·lar i va exercir d'advocat dels Estats de Navarra amb seu a Donapaleu.
Va investigar als arxius de Baiona, Pau, Tolosa de Llenguadoc i París per recopilar informació dels senyors d'Agramont. El virrei de Navarra li va negar el permís per revisar els arxius de la Cambra de Comptos de Navarra a Pamplona perquè va considerar que pretenia escriure contra la Conquesta de Navarra realitzada pel rei Ferran el Catòlic.
És el primer autor suletí conegut. La seva obra destaca pel seu esperit humanista. Va voler allunyar la poesia en èuscar de les lleres tradicionals de Bernat Etxepare, acostant-la als estàndards de la poesia culta de la seva època.

## Obra
- Déclaration historique de l'injuste usurpation et retention de la Navarre par les Espagnols (1625, 1755-62). Assaig que argumenta la il·legalitat de la invasió del Regne de Navarra per Castella.
- Notitia utriusque Vasconiæ, tum ibericæ, tum aquitanicæ (Història de les dues Vascònies, ibèrica i aquitana)(1638). Tractat historiogràfic de gran sentit crític respecte a les teories vigents entre els bascos de l'època, tals com el basco-cantabrisme defensat per autors com Esteban de Garibay, entre d'altres, i la basconització tardana. Conté també la primera gramàtica coneguda de la llengua basca.
- Les Proverbes Basques, recueillis par le Sr. d'Oihenart; plus les poésies basques du mesme auteur (1657). Editat per la Euskaltzaindia cm a Euskal atsotitzak eta neurtitzak (200i). Refranyer tradicional i poemes autobiogràfics en euskera del mateix autor.
- L'art poetique(16??). Assaig sobre poesia basca conservat en forma manuscrita i descobert i publicat per Piarres Lafitte el 1967.